# Chuanqiandian jezici
Chuanqiandian jezici, skupina od (19; 22 po novijoj klasifikaciji) hmong ili mjao jezika u Kini, Vijetnamu i Laosu. 
Predstavnici su: hmong (južni mashan miao; centralni huishui miao [hma], sjeveroistočni dian miao ili a-hmao [hmd]; istočni huishui miao [hme]; jugozapadni guiyang miao [hmg]; jugozapadni huishui miao [hmh]; sjeverni huishui miao [hmi]; chonganjiang miao ili Ge [hmj]; luopohe miao [hml]; središnji mashan [hmm]; sjeverni mashan miao [hmp]; zapadni mashan miao [hmw]; južni guiyang miao [hmy]; sjeverni guiyang miao [huj]), hmong daw ili bijeli mjao [mww]; hmong dô [hmv]; hmong don [hmf]; hmong njua [blu] (podijeljen na 4 jezika: hmong njua [hnj]; chuanchientien miao ili chuanqiandian cluster miao [cqd]; horned miao [hrm]; small flowery miao [sfm]), hmong shua ili sinizirani mjao.

## Vanjske poveznice
- Ethnologue (14th)